# Boarmia ectropodes
Boarmia ectropodes är en fjärilsart som beskrevs av Louis Beethoven Prout 1913. Boarmia ectropodes ingår i släktet Boarmia och familjen mätare. Inga underarter finns listade i Catalogue of Life.